# Pacôme Dadiet
Pacôme Dadiet (* 27. Juli 2005) ist ein französisch-ivorischer Basketballspieler.

## Werdegang
Dadiet, der ivorischer Abstammung ist, erlangte seine Basketballausbildung zunächst beim Verein Saint Charles Basket in Charenton, wurde dann 2020/21 am Nachwuchsleistungsstützpunkt Pôle France gefördert und spielte in der Saison 2021/22 für Paris Basketball. Für die Hauptstadtmannschaft bestritt er im Oktober 2021 im Alter von 16 Jahren einen ersten Einsatz in der höchsten französischen Spielklasse, Ligue Nationale de Basket.
Im Sommer 2022 strebte er einen Wechsel zum deutschen Bundesligisten Ratiopharm Ulm an, es kam aber zunächst zu keiner Einigung mit Paris Basketball bezüglich einer Vertragsauflösung. Dadiet weilte bereits in Ulm und trainierte dort, erst im Januar 2023 erhielt er von Paris die Freigabe und wurde von Ulm als Neuzugang mit Spielberechtigung für die Bundesliga-Mannschaft sowie die Ulmer Fördermannschaft OrangeAcademy in der 2. Bundesliga ProB vermeldet. Seinen ersten Einsatz für die Ulmer Profimannschaft bestritt er im Europapokalwettbewerb Eurocup. In der Bundesliga kam Dadiet während der Saison 2022/23, in der Ulm deutscher Meister wurde, nicht zum Zuge. In der Spielzeit 2023/24 bestritt er 36 Bundesliga-Spiele für Ulm, in denen er im Durchschnitt 6,9 Punkte erzielte.
Ende Juni 2024 sicherten sich die New York Knicks beim NBA-Draftverfahren die Dienste des Franzosen.

### Nationalmannschaft
2022 nahm er mit Frankreichs U17-Nationalmannschaft an der Weltmeisterschaft dieser Altersklasse teil. Er erreichte mit der Auswahl das Halbfinale. Nach dem dortigen Ausscheiden gewann er mit Frankreich die Bronzemedaille.